# Millestbäcktjärnen, Hälsingland
Millestbäcktjärnen är en sjö i Ljusdals kommun i Hälsingland och ingår i Ljusnans huvudavrinningsområde.